# Гутьеррес, Кеннер
Кеннер Гутьеррес (исп. Kenner Gutiérrez, род. 9 июня 1989, Алахуэла, Коста-Рика) — коста-риканский футболист, выступавший за сборную Коста-Рики.

## Клубная карьера
Во взрослом футболе дебютировал в 2009 году выступлениями за команду клуба «Алахуэленсе», цвета которой защищал несколько лет. Ныне является капитаном гватемальской команды «Шелаху».

## Выступления за сборную
В составе молодёжной сборной Коста-Рики участвовал в молодёжном чемпионате мира 2009 года. Сыграл на турнире в трёх матчах группового этапа.
В официальных матчах в составе национальной сборной Коста-Рики дебютировал на Центральноамериканском кубке 2017.
В составе сборной был участником розыгрыша Золотого кубка КОНКАКАФ 2017 года в США.
В заявку Коста-Рики на Чемпионат мира 2018 в России попал за три дня до дебюта сборной на турнире как замена, получившему травму, Рональду Матаррите.